# Locomotora EMD G22CW
La locomotora EMD G22CW es un modelo de locomotora diésel-eléctrica producida por la Electro Motive Division de General Motors (luego Electro Motive Diesel - EMD). De esta serie se produjeron en total 58 unidades.
Las EMD G22CW fueron introducidas en 1968 como parte de la familia G22C, que reemplazó a la popular familia G12. Respecto de esta, además de mayor potencia, presentaban la diferencia principal de contar con dos bogies de tres ejes tractores (clasificación UIC Co'Co' en lugar de la disposición de dos bogies de dos ejes tractores (Bo'Bo') o dos bogies con un dos ejes tractores en los extremos y uno de apoyo en el centro (A1A-A1A). La letra C indica el tipo de bogie, mientras que la W (del inglés wide, ancho) indica la trocha, entre estándar (1435 mm) y ancha (llamada “india”, 1676 mm).

## Argentina
Entre septiembre de 1977 y agosto de 1978, se fabricaron en los talleres de Astarsa en San Fernando (Buenos Aires) quince unidades del modelo G22CW, destinadas al Ferrocarril General Urquiza, que les asignó los números 7901 a 7915. Estas máquinas fueron especialmente fabricadas para servicios de pasajeros con una relación de engranajes que les permitía alcanzar más de 120 kilómetros por hora. Otras 25 unidades, fabricadas entre noviembre de 1977 y julio de 1978, usaron la relación de engranajes estándar 62:15 y fueron empleadas para tráfico de cargas y mixto. Trece de ellas fueron luego retrochadas a 1676 mm y transferidas al Ferrocarril Domingo Faustino Sarmiento que después dos de ellas fueron transferidas a Ferrobaires.

## Perú
En 1968 la primera G22CW construida, y la única producida por la planta de General Motors en La Grange (Illinois) fue adquirida por el Cerro de Pasco Railway. En septiembre de 1990, Equipamentos Villares (EVSA) de Araraquara, Estado de São Paulo, Brasil, construyó otra G22CW para la empresa estatal minera Centromin Perú, que le asignó el número 39.

## Sri Lanka

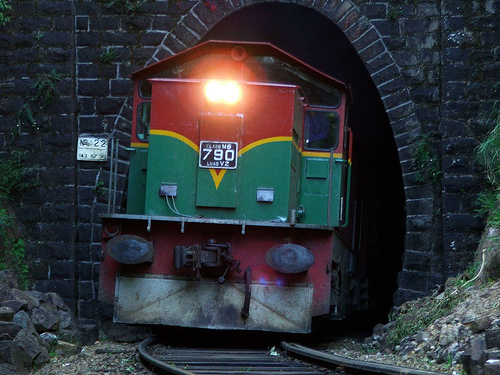
Clase M6 N.º 790, una G22CW de Sri Lanka Railways

Entre septiembre de 1979 y enero de 1980 Thyssen Henschel produjo en su planta de Kassel, Alemania, dieciséis unidades con disposición A1A-A1A para Sri Lanka Railways, la compañía estatal de ferrocarriles de Sri Lanka. Estas conformaron la clase M6, con números 783 a 798.

## Máquinas similares
Estas locomotoras son muy parecidas a las EMD G22CU, modelo para trochas angostas (inferiores a 1435 mm). Además de la diferencia de trocha, las diferencias principales radican en el tipo de motores eléctricos de tracción(GM D75 en las CW, D29 en las CU) y en el peso: las G22CU son aproximadamente cinco toneladas más livianas.